# Драглайн

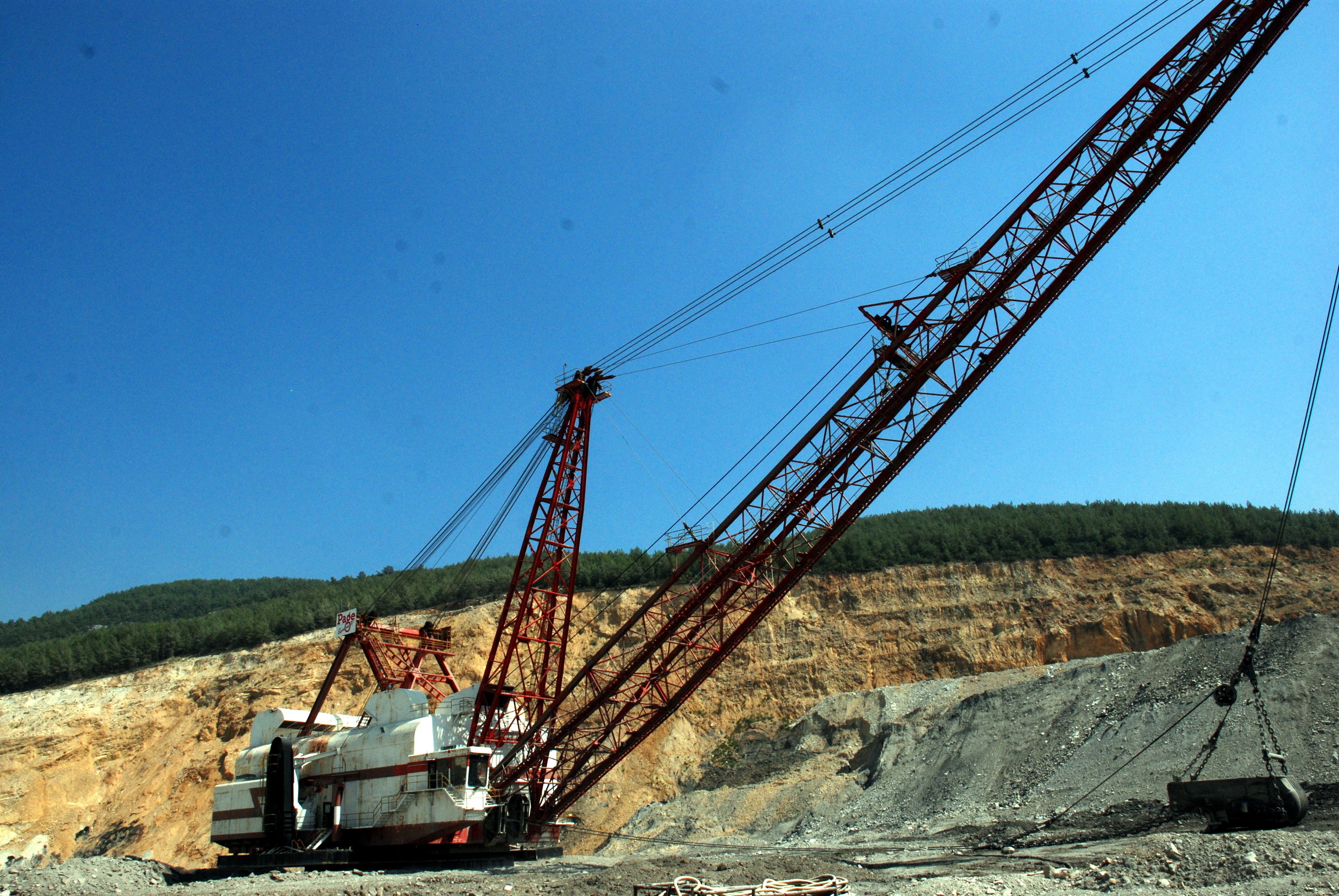
Драглайн в карьере.

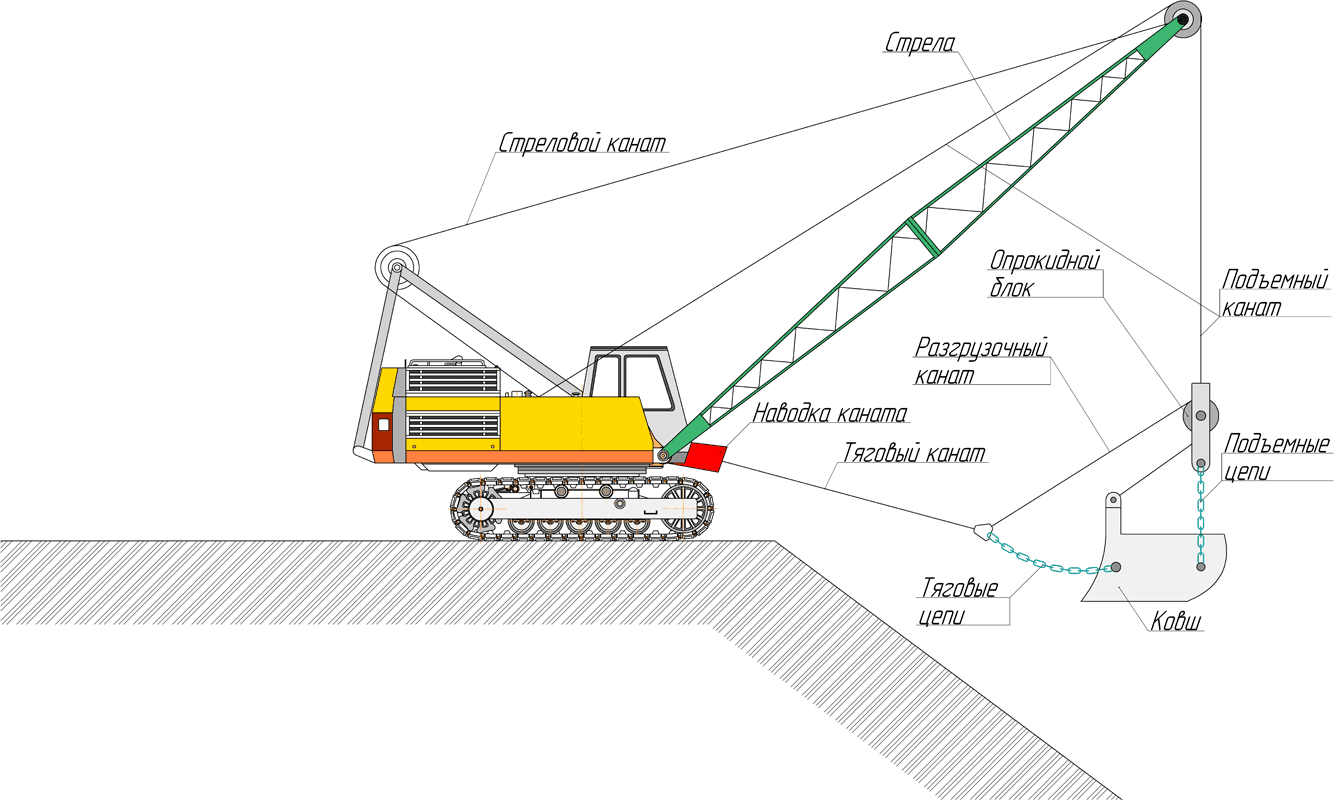
Схема экскаватора-драглайна.

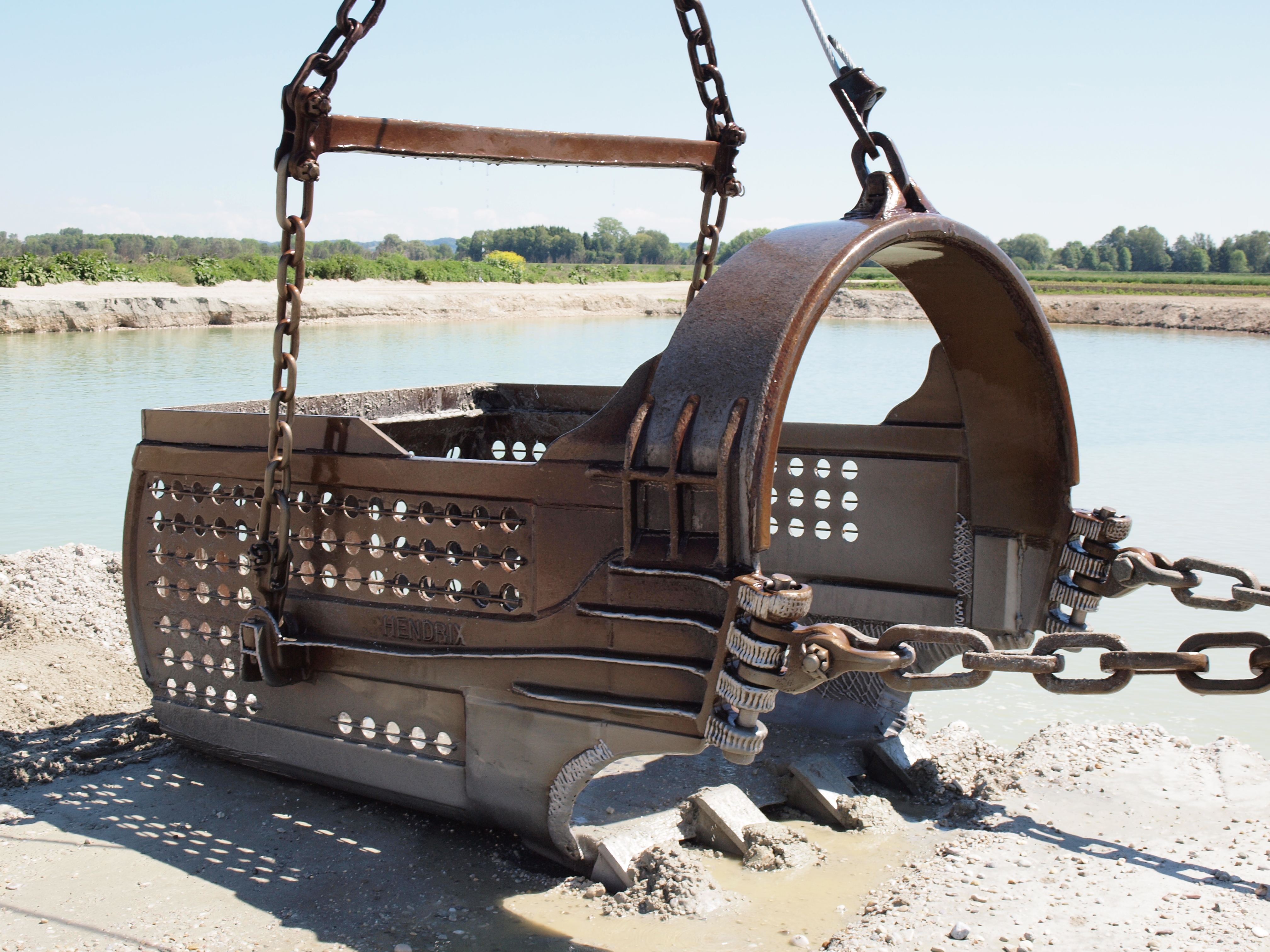
Ковш драглайна.

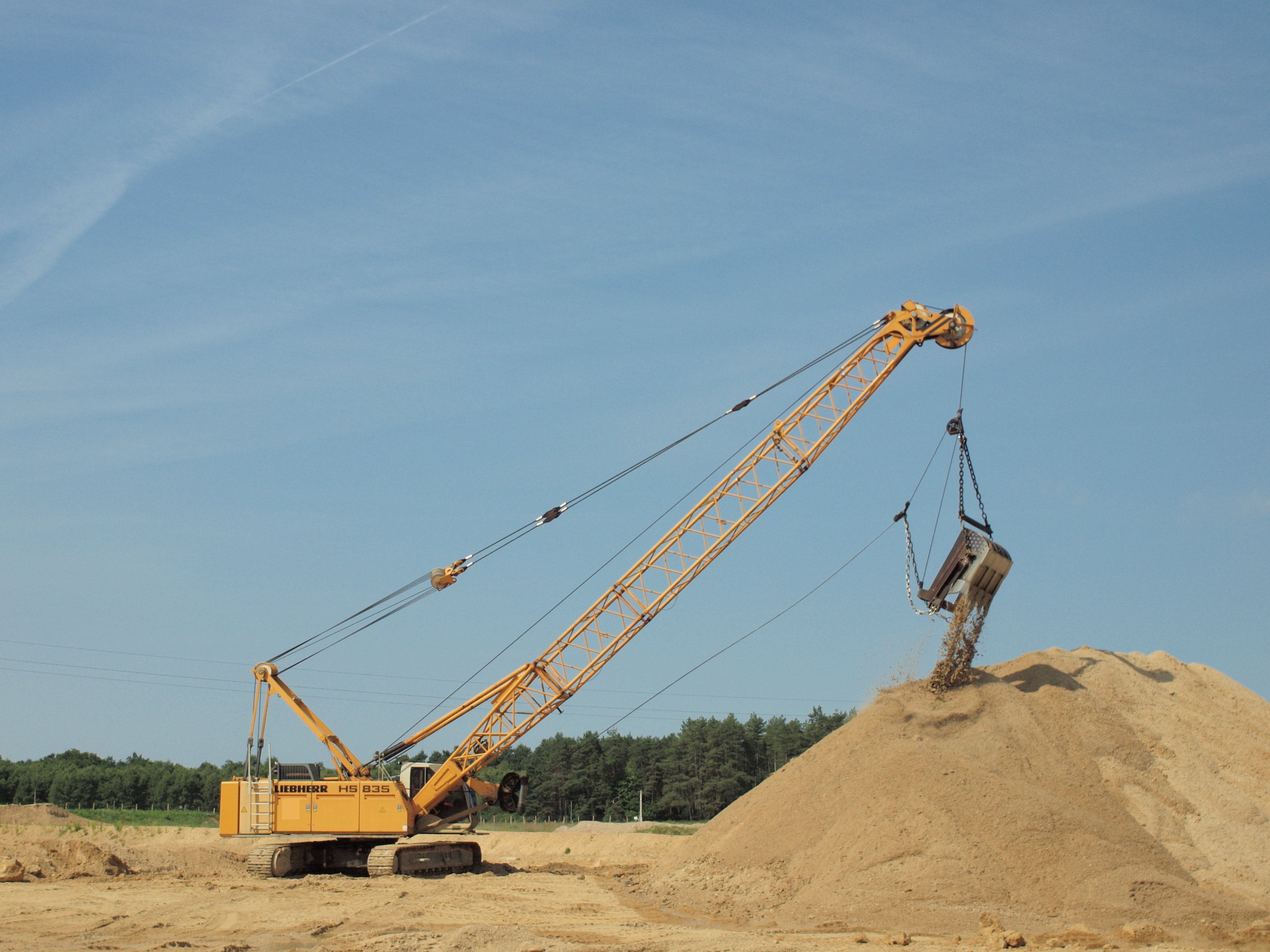
Разгрузка ковша драглайна.

Драгла́йн (англ. dragline), тянуша — одноковшовый экскаватор (ОЭ) с канатно-блочным оборудованием (со сложной канатной связью).
Данный тип экскаватора имеет полиспаст, тяговую и подъёмную лебёдки, стрелу и ковш. Длина стрелы ОЭ может достигать 125 метров, вместимость ковша — до 168 м³. Является единственным типом рабочего оборудования шагающего экскаватора. Применяется при больших объемах земляных работ: в карьерах при вскрыше, в гидротехническом и мелиоративном строительстве.

## Система канатов
Драглайн имеет сложную систему канатов. Рабочие тросы независимых тяговой и подъёмной лебёдок, во избежание нахлёста, должны быть в постоянном натяжении. Подъём и опускание стрелы также осуществляется отдельным тросовым механизмом. Опрокидывание ковша происходит за счёт вспомогательного опрокидывающего (разгрузочного) троса см. рисунок.

## Общие сведения и конструктивные особенности
Из-за маятникового раскачивания ковша на подъёмном и тяговом тросах, — драглайн является самым сложным в управлении одноковшовым экскаватором. В то же время опытные экскаваторщики применяют заброс ковша в забой с раскачки, что существенно увеличивает радиус копания.

Гибкая подвеска ковша и легкая решётчатая стрела драглайна обеспечивает наибольший радиус, наибольшую глубину копания, а также наибольшую высоту выгрузки по сравнению с другими видами рабочего оборудования экскаваторов. Кроме того, драглайны обладают высокой производительностью. Например, советский экскаватор Э-10011 с оборудованием прямой лопаты обеспечивал производительность до 210 м³/ч, тогда как с оборудованием драглайна — до 300 м³/ч. Однако гибкая подвеска ковша[как?] не обеспечивает достаточной точности копания и выгрузки. Перемещение грунта в транспортные средства драглайнами затруднительно Поэтому выгрузка грунта или полезных ископаемых производится в отвал — откуда перегружается в транспортные средства экскаваторами типа мехлопата или погрузчиками. 
Ковш драглайна подвешивается на цепях к подъемному и тяговому канатам.
Подъёмным канатом осуществляется вертикальное перемещение (подъём ковша). Тяговым канатом осуществляется подтягивания ковша к машине. При этом происходит подрезка грунта и наполнение ковша.
При одновременном натяжении тягового и подъёмного канатов увеличивается расстояние между соединительным звеном и опрокидным блоком, что вызывает натяжение разгрузочного каната, и соответственно — подъёмом передней части ковша. В таком положении ковш, наполненный грунтом поднимают из забоя и переносят (за счёт поворота платформы экскаватора) к месту разгрузки.
Для разгрузки ковша тяговый канат ослабляют. При этом ослабляется и разгрузочный канат. В результате ковш опрокидывается и грунт высыпается из него.
Драглайн способен обеспечить высокое усилие копания, при условии, что в начале хода ковш заглубляется в грунт, а заглубляется он только за счет собственного веса. Поэтому при работе на твёрдых грунтах в зоне заглубления ковша грунт разрыхляют (например, клиновым рыхлителем, входящим в комплект некоторых драглайнов, или взрывными работами) и применяют сменные ковши меньшего объема (из-за большей насыпной плотности более крепких пород).
Многие драглайны способны также работать в качестве подъёмного крана, такая машина называется кран-экскаватор.
В прошлом драглайны имели широкое распространение во всех классах и размерных группах строительных и карьерных одноковшовых экскаваторов. В настоящее время, ввиду широкого распространения гидравлических экскаваторов, драглайны представлены преимущественно в тяжелом классе экскаваторов, как правило — карьерных. Единственное современное применение драглайнов в строительстве — это копание и очистка водоемов. Для этой цели используются, преимущественно, старые механические экскаваторы. В то же время, такие производители, как Донецкий экскаваторный завод (в городе Донецк (Ростовская область)) и Sennebogen (Германия), продолжают производство механических экскаваторов и кранов-экскаваторов, в том числе на колёсном ходу, в рабочее оборудование которых входит драглайн. Некоторые подъёмные краны на гусеничном ходу имеют возможность работы с драглайном.
Самый большой в мире драглайн Биг Маски c объёмом ковша 168 м³ был построен в США в 1969 году.